# Брёндум, Лене
Лене Брёндум (дат. Lene Brøndum; род. 26 июня 1947[…], Ольборг) — датская актриса. Обучалась в Датском государственном театральном училище с 1969 по 1972 год. Играла в театрах Bristol, Det Danske Teater, Folketeatret, театре Café и АВС. Дебютировала в кино в фильме Dynamitgubbarna, на телевидении получила известность благодаря сериалу Matador.
В 1988 году была награждена датской кинопремией «Роберт» в номинации «Лучшая актриса второго плана» и шведской кинопремией «Золотой жук» в номинации «Лучшая актриса» за роль Лиллы в фильме Челля Греде «Гип-гип-ура!».

## Фильмография

### Кино
- 1976 — Dynamitgubbarna — Фия
- 1978 — Vinterbarn — Тенна
- 1981 — Slingervalsen — Майя
- 1983 — De oanständiga — Йордис
- 1987 — Hip hip hurra! — Лилла
- 1989 — Rättvisans riddare
- 1993 — Svart höst

### Телевидение
- 1978—1980 — Matador — Агнет Хансен (6 эпизодов)

## Награды и премии
- 1988 — премия «Золотой жук» за лучшую женскую роль за фильм «Гип-гип-ура!»[5]
- 1988 — премия «Роберт» лучшей актрисе второго плана за фильм «Гип-гип-ура!»[6]